# Theoretische natuurkunde
De theoretische natuurkunde of theoretische fysica is de tak van de natuurkunde die zich bezighoudt met het vormen van nieuwe natuurkundige theorieën. Daarmee onderscheidt deze tak zich van de experimentele natuurkunde, die theorieën door middel van experimenten bevestigt of weerlegt, en de technische natuurkunde, die de ontdekte natuurkundige wetten toepast in bijvoorbeeld de machine-industrie, de vliegtuigbouw of in energiecentrales.

## Soorten
Er zijn grofweg twee soorten theorieën in de natuurkunde.
De fenomenologische theorie
Deze theorie blijft dicht bij de gemeten verschijnselen, en probeert een gevonden patroon samen te vatten in een regel of wet. Een voorbeeld is de wet van Hooke, voor de kracht die nodig is om een veer uit te rekken: de wet beschrijft geen onderliggende principes maar alleen het directe verband tussen twee verschijnselen (kracht en uitrekking).
De fundamentele theorie
Deze theorie  poneert één of meerdere basisprincipes en leidt vervolgens af wat de gevolgen zijn van die principes.
Als die een goede verklaring blijken te bieden voor een liefst grote klasse van verschijnselen, geldt de theorie als bevredigend. Een voorbeeld is de algemene relativiteitstheorie. Deze gaat uit van een paar postulaten (basisprincipes) en leidt daar een heel wereldbeeld uit af, dat later een aantal experimentele toetsingen doorstond.

## Uitwerken van bestaande theorie
Naast theorievorming houdt de theoretische natuurkunde zich ook bezig met het verder uitwerken van bestaande theorieën. Zo is op basis - van de al lang getoetste en geaccepteerde - algemene wetten voor het gedrag van elektronen, het specifieke gedrag van elektronen in een bepaald metaal te berekenen. Deze afgeleide wetmatigheden bevatten geen nieuwe basisprincipes, maar zijn nuttig om de theorie te toetsen en toe te passen.

## Verificatie
Uit een wetenschappelijke theorie moeten toetsbare voorspellingen afgeleid kunnen worden. Volgens het falsificationisme van de wetenschapsfilosoof Karl Popper moeten die voorspellingen pogingen tot experimentele falsificatie kunnen doorstaan, zodat de theorie althans voorlopig voor waar kan worden aangenomen. Er moeten dus beslissende experimenten uit te voeren zijn waarvan een uitkomst kan betekenen dat de theorie verworpen wordt.
Daarom is de ergste kritiek die een theorie kan treffen het verwijt nicht einmal falsch te zijn (zelfs niet fout, een uitspraak van de Oostenrijkse theoretisch natuurkundige Wolfgang Pauli). Zelfs een verkeerde theorie kan door het uitlokken van een weerleggend experiment de wetenschap verder helpen, maar een ontoetsbare theorie is helemaal niet zinvol. Tegen de snaartheorie, die overigens wel nieuwe verbanden legt, wordt als bezwaar ingebracht dat toetsexperimenten misschien niet uitvoerbaar zijn. Overigens is de allereerste toets natuurlijk dat een theorie geen bekende verschijnselen mag uitsluiten. 

Het begrip toetsbaarheid is omstreden binnen de wetenschapsfilosofie. Denkers als Thomas Kuhn, Imre Lakatos en Paul Feyerabend hebben allerlei bezwaren en complicaties bedacht tegen Poppers standaardtheorie. Overigens eiste de natuurkunde al vóór Popper de mogelijkheid van experimentele testbaarheid - zoals bij de afbuiging van sterlicht bij de zon als toets van de algemene relativiteitstheorie. Vóór Popper werd er echter gemakkelijker gedacht over de definitieve bevestiging ofwel verificatie van een theorie.

## Geschiedenis
De theoretische natuurkunde is ouder dan de experimentele natuurkunde: de oude Grieken filosofeerden wel over de natuur, maar deden geen experimenten om hun theorieën te toetsen. Zo beweerde Aristoteles dat zware voorwerpen sneller vallen dan lichte. Dit zou eenvoudig te testen zijn geweest, maar een heer van stand, zoals de Griekse intellectueel zich zag, hield zich verre van handwerk. Dat hadden ze in principe aan handwerkslieden kunnen overlaten, maar een fundamenteler bezwaar was dat een experiment als onnatuurlijk werd gezien. Met deze visie werd pas in de vroegmoderne tijd gebroken. Toen kwam de wetenschappelijke methode op, waarin de theorie getoetst wordt aan kwantitatieve metingen, al of niet in een gecontroleerd experiment.
Lange tijd waren de meeste theoretici eveneens experimentatoren, die zelf hun theorieën toetsten. Dat was in die tijd beter uitvoerbaar dan tegenwoordig, omdat toen nog bij wijze van spreken op de keukentafel proeven waren te doen die tot grensverleggende resultaten konden leiden. Galilei deed mogelijk nog zelf proeven met vallende voorwerpen; Huygens maakte onder meer telescopen en observeerde Saturnus, Newton deed proeven met lichtbreking en waarnemingen met een zelfgebouwde spiegeltelescoop.
De gespecialiseerde theoretisch fysicus is van recenter datum. Was het in de eerste helft van de 19e eeuw nog heel gewoon dat vooraanstaande fysici belangrijke inzichten ontwikkelden in uiteenlopende gebieden als de thermodynamica en de elektriciteitsleer, daarna werd dat snel zeldzamer. Ook het zelf experimenteren raakte in onbruik. Hendrik Lorentz werd in 1878, als een van de eersten in Europa, hoogleraar in het nieuwe afzonderlijke vak theoretische natuurkunde aan de Rijksuniversiteit Leiden. In de twintigste eeuw is de theoreticus meestal gespecialiseerd in een vakgebied: bijvoorbeeld in de statistische mechanica, kernfysica of deeltjesfysica. Toch komt het voor, dat een onderzoeker in een vakgebied zowel experiment als theorie beheerst.

## Grote drie
Van de talrijke beoefenaars van de theoretische natuurkunde uit de geschiedenis zijn de "grote drie" Isaac Newton (1642-1727), James Clerk Maxwell (1831-1879) en Albert Einstein (1879-1955) de belangrijkste.